# Cyphomyia acuminata
Cyphomyia acuminata är en tvåvingeart som beskrevs av James 1940. Cyphomyia acuminata ingår i släktet Cyphomyia och familjen vapenflugor.
Artens utbredningsområde är Jamaica. Inga underarter finns listade i Catalogue of Life.